# جيزيلا أرندت
جيزيلا أرندت (بالألمانية: Gisela Arendt)‏ (5 نوفمبر 1918 – 18 فبراير 1969) كانت سبّاحة، من ألمانيا، مثّلت بلادها في الألعاب الأولمبية الصيفية 1952، وسباحة في الألعاب الأولمبية الصيفية 1936 – سيدات 100 متر سباحة حرة ‏، والألعاب الأولمبية الصيفية 1936، وسباحة في الألعاب الأولمبية الصيفية 1936 – سيدات 4 × 100 متر سباحة حرة تناوب ‏.

## وصلات خارجية
- جيزيلا أرندت على موقع الاتحاد الدولي للسباحة (الإنجليزية)
- جيزيلا أرندت على موقع اللجنة الأولمبية الدولية (الإنجليزية)
- جيزيلا أرندت على موقع أوليمبيديا (الإنجليزية)